# Radical Entertainment
Radical Entertainment är ett spelutvecklingsföretag med säte i Vancouver, Kanada. Företaget grundades år 1991 och hade sedan 2005 varit dotterbolag till Activision Blizzard. Företaget upplöstes tillfälligt den 28 juni 2012, men företaget hävdade i september samma år på Twitter att de aldrig upplöstes.

## Utgivna spel
- 1992 - The Terminator
- 1992 - Mario is Missing!
- 1992 - The Adventures of Rocky and Bullwinkle and Friends
- 1993 - Mario's Time Machine
- 1993 - Wayne's World
- 1994 - Speed Racer in My Most Dangerous Adventures
- 1994 - Pelé II: World Tournament Soccer
- 1994 - Bebe's Kids
- 1994 - Beavis and Butt-Head
- 1994 - Brett Hull Hockey
- 1995 - Brett Hull Hockey '95
- 1996 - NHL Powerplay '96
- 1996 - The Divide: Enemies Within
- 1996 - Grid Runner
- 1996 - Power Piggs of the Dark Age
- 1997 - Independence Day
- 1998 - Bloodlines
- 1998 - NHL Powerplay '98
- 1998 - ESPN X Games Pro Boarder
- 1999 - NHL Championship 2000
- 2000 - Jackie Chan Stuntmaster
- 2001 - A.I. The Circuit (inställd)
- 2001 - Dark Summit
- 2001 - Tetris Worlds (2001 - 2003)
- 2001 - The Simpsons Road Rage
- 2002 - James Cameron's Dark Angel
- 2003 - Hulk
- 2003 - The Simpsons Hit & Run
- 2005 - Crash Tag Team Racing
- 2005 - The Incredible Hulk: Ultimate Destruction
- 2006 - Scarface: The World Is Yours
- 2007 - Crash of the Titans
- 2008 - Scarface 2 (inställd)
- 2008 - G.I. Joe (inställd)
- 2008 - Crash: Mind over Mutant
- 2009 - Prototype
- 2010 - Crash Bandicoot (inställd)[6]
- 2011 - Treadstone (inställd)
- 2012 - Prototype 2